# Фердинандоваць
46°04′ пн. ш. 17°11′ сх. д. / 46.06° пн. ш. 17.19° сх. д.
Фердинандоваць (хорв. Ferdinandovac) – громада і населений пункт в Копривницько-Крижевецькій жупанії Хорватії.

## Населення
Населення громади за даними перепису 2011 року становило 1 750 осіб. Населення самого поселення становило 1 676 осіб.
Динаміка чисельності населення громади:
Динаміка чисельності населення центру громади:

## Населені пункти
Крім поселення Фердинандоваць, до громади також входить Бродич.